# Јуичи Нишимура
Јуичи Нишимура (јап. 西村 雄一; Токио, 17. април 1972) јапански је међународни фудбалски судија. 

## Каријера
Судио је 2008. на Афричком купу нација, као и на светским првенствима 2010. и 2014.